# Канапвиль (Кальвадос)
Канапви́ль (фр. Canapville) — коммуна во Франции, находится в регионе Нижняя Нормандия. Департамент коммуны — Кальвадос. Входит в состав кантона Пон-л’Эвек. Округ коммуны — Лизьё.
Код INSEE коммуны — 14131.

## Население
Население коммуны на 2010 год составляло 219 человек.
| 1962 | 1968 | 1975 | 1982 | 1990 | 1999 | 2010 |
| ---- | ---- | ---- | ---- | ---- | ---- | ---- |
| 174  | 170  | 182  | 188  | 185  | 222  | 219  |

## Экономика
В 2010 году среди 133 человек трудоспособного возраста (15—64 лет) 89 были экономически активными, 44 — неактивными (показатель активности — 66,9 %, в 1999 году было 67,4 %). Из 89 активных жителей работали 84 человека (45 мужчин и 39 женщин), безработных было 5 (1 мужчина и 4 женщины). Среди 44 неактивных 14 человек были учениками или студентами, 17 — пенсионерами, 13 были неактивными по другим причинам.